# Apil-Sin
Apil-Sin regierte von 1830 v. Chr. bis 1813 v. Chr. (mittlere Chronologie) als vierter babylonischer König der 1. Dynastie von Babylonien.
Apil-Sin war der Sohn und Nachfolger Sabiums und regierte 18 Jahre. Während seiner Regierung wurden die Stadtmauern von Babylon, Borsippa und Nurum (aus)gebaut. Er errichtete Tempel für Inanna und führte Bauarbeiten am Ezida des Nabu durch.